# Circle the Drain
Circle the Drain is een nummer van Amerikaanse zangeres Katy Perry. Het nummer is geschreven door Perry, Tricky Stewart en Monte Neuble. Tricky Stewart was de producent van het nummer.

## Achtergrondinformatie
Circle the Drain wordt beschreven als dance-rock en gothic-rock. De songtekst gaat over de drugsverslaving van een voormalig liefje en de gevolgen hiervan op beiden. Het lied is geïnspireerd door Katy Perry's voormalige relatie met Travie McCoy.

## Liveoptredens
Perry zong dit nummer tijdens haar wereldtournee California Dreams Tour.